# テイエムオーシャン
テイエムオーシャン（欧字名:T.M. Ocean、1998年4月9日 - ）は日本の競走馬、繁殖牝馬。競走馬時代はデビューから引退まで一貫して本田優が騎乗している。
主な勝ち鞍は2000年の阪神3歳牝馬ステークス、2001年の桜花賞、秋華賞。2000年JRA賞最優秀3歳牝馬、2001年JRA賞最優秀3歳牝馬（馬齢表記改正にともないJRA賞の部門名も改称されたため、2000年に受賞したのは現在のJRA賞最優秀2歳牝馬にあたる）。

## デビュー前
母は桜花賞優勝馬エルプスの仔であった。現役時代1勝しかできなかったが、繁殖入りしてダンシングブレーヴとの間に生まれたのが本馬である。生誕して10日後、川越牧場に赴いた馬主の竹園は偶然みかけたオーシャンを「小柄な馬だったが走りそうな馬」と感じ同行していた数人の調教師の反対を押し切り購入を決断した。

## 競走馬時代
2000年8月、旧馬齢（数え年）3歳時に札幌競馬場でデビュー。新馬戦・500万下条件戦を連勝し、札幌3歳ステークスでは後の東京優駿（日本ダービー）優勝馬であるジャングルポケットの3着に終わるものの、その後2ヵ月半の休み明けで出走した阪神3歳牝馬ステークスを制し、この年の最優秀3歳牝馬（現・最優秀2歳牝馬）に選ばれた。
翌2001年は、緒戦となった桜花賞トライアルのチューリップ賞を4馬身差で勝利した後、桜花賞では2着のムーンライトタンゴに3馬身差をつけて優勝。祖母、孫での桜花賞制覇となった。続く優駿牝馬（オークス）ではレディパステル、ローズバドに続く3着と敗れた。この時「直線で引き離していればオーシャンが勝っていた」との声もあり、鞍上の本田優騎手に対する批判の声もあった。牝馬三冠最終戦の秋華賞では、逆に両馬を封じ込め桜花賞に続き牝馬二冠馬に輝く。なお、優駿牝馬から直行での秋華賞制覇は、歴代秋華賞およびその前身のエリザベス女王杯優勝馬としても初めてだった。
その後古馬との初対決となったエリザベス女王杯ではトゥザヴィクトリーの5着、有馬記念ではマンハッタンカフェの6着と敗れたが、この年の最優秀3歳牝馬に選ばれた。
なお2001年から日本の競馬の馬齢表記が変更され、同時にJRA賞の旧『最優秀3歳牝馬』は『最優秀2歳牝馬』へ、旧『最優秀4歳牝馬』は『最優秀3歳牝馬』へ、それぞれ名称変更された。このためテイエムオーシャンは『最優秀3歳牝馬』という名称の賞を2000年と2001年の2年連続で受賞する形となった。
4歳となった2002年は、緒戦の札幌記念を+38kgという大幅な馬体増にもかかわらず2着トウカイポイントに1馬身1/2差をつけ優勝。陣営はその後、エリザベス女王杯などの牝馬路線には進まず、天皇賞（秋）からジャパンカップ、有馬記念と進むが13着、9着、10着と敗れる。

5歳となった2003年緒戦となったマイラーズカップで3着に入るが、次走の金鯱賞では9着に敗れた。その後は牝馬限定競走のマーメイドステークス、クイーンステークスに出走して2着、3着となるが、エリザベス女王杯出走に向けて調整を行っていた同年10月、調教中に右後脚の骨折が判明し、引退し繁殖入りした。

## 繁殖牝馬時代
繁殖牝馬となったテイエムオーシャンの交配相手には、オーナーの竹園の意向もあって同じく竹園の持ち馬であるテイエムオペラオーが5年連続で選ばれていた。2004年に同馬との最初の仔を受胎するも翌年流産となったが、2006年2月7日、繋養先の川越ファームで初仔となる牝馬を出産した。この仔馬は「10冠ベイビー」と話題になり、2008年9月25日付でテイエムユメノコとして日本中央競馬会に登録された。2006年もテイエムオペラオーと交配されたが流産、2007年、2008年も同馬と交配され、ともに牡馬を出産した。しかしその後はファンタスティックライト、ディープスカイといったテイエムオペラオー以外の種牡馬と交配されている。
2020年を最後に繁殖牝馬を引退し、功労馬として引き続き川越ファームで余生を送ることが発表された。

## 競走成績
以下の内容は、netkeiba.comの情報に基づく。
| 競走日 | 競走日 | 競馬場 | 競走名           | 格   | 頭 数 | 枠 番 | 馬 番 | オッズ （人気） | オッズ （人気） | 着順 | 騎手   | 斤量 [kg] | 距離（馬場）  | タイム （上り3F） | タイム 差 | 1着馬（2着馬）         |
| ------ | ------ | ------ | ---------------- | ---- | ----- | ----- | ----- | --------------- | --------------- | ---- | ------ | --------- | ------------- | ----------------- | --------- | ---------------------- |
| 2000.  | 08.05  | 札幌   | 3歳新馬          |      | 8     | 3     | 3     | 05.4            | 0（3人）        | 01着 | 本田優 | 53        | 芝1200m（良） | 1:10.6 （34.9）   | -0.4      | （ウインラディウス）   |
|        | 08.26  | 札幌   | 3歳500万下       |      | 14    | 3     | 4     | 01.6            | 0（1人）        | 01着 | 本田優 | 53        | 芝1200m（重） | 1:10.6 （36.1）   | -1.0      | （タックスシェルター） |
|        | 09.23  | 札幌   | 札幌3歳S         | GIII | 13    | 3     | 3     | 02.5            | 0（1人）        | 03着 | 本田優 | 53        | 芝1800m（良） | 1:49.9 （36.5）   | -0.3      | ジャングルポケット     |
|        | 12.03  | 阪神   | 阪神3歳牝馬S     | GI   | 18    | 5     | 9     | 04.3            | 0（1人）        | 01着 | 本田優 | 53        | 芝1600m（良） | 1:34.6 （35.5）   | -0.3      | （ダイワルージュ）     |
| 2001.  | 03.03  | 阪神   | チューリップ賞   | GIII | 14    | 7     | 11    | 01.7            | 0（1人）        | 01着 | 本田優 | 54        | 芝1600m（良） | 1:35.3 （35.4）   | -0.7      | （ポイントフラッグ）   |
|        | 04.08  | 阪神   | 桜花賞           | GI   | 18    | 4     | 8     | 01.3            | 0（1人）        | 01着 | 本田優 | 55        | 芝1600m（良） | 1:34.4 （34.8）   | -0.5      | （ムーンライトタンゴ） |
|        | 05.20  | 東京   | 優駿牝馬         | GI   | 18    | 6     | 12    | 01.8            | 0（1人）        | 03着 | 本田優 | 55        | 芝2400m（良） | 2:26.7 （35.1）   | -0.4      | レディパステル         |
|        | 10.14  | 京都   | 秋華賞           | GI   | 18    | 1     | 2     | 02.4            | 0（1人）        | 01着 | 本田優 | 55        | 芝2000m（良） | 1:58.5 （35.4）   | -0.1      | （ローズバド）         |
|        | 11.11  | 京都   | エリザベス女王杯 | GI   | 15    | 1     | 1     | 03.0            | 0（1人）        | 05着 | 本田優 | 54        | 芝2200m（良） | 2:11.3 （35.3）   | -0.1      | トゥザヴィクトリー     |
|        | 12.23  | 中山   | 有馬記念         | GI   | 13    | 6     | 8     | 26.8            | 0（8人）        | 06着 | 本田優 | 53        | 芝2500m（良） | 2:33.5 （34.1）   | -0.4      | マンハッタンカフェ     |
| 2002.  | 08.18  | 札幌   | 札幌記念         | GII  | 16    | 7     | 14    | 05.1            | 0（2人）        | 01着 | 本田優 | 56        | 芝2000m（良） | 1:59.5 （34.5）   | -0.2      | （トウカイポイント）   |
|        | 10.27  | 中山   | 天皇賞（秋）     | GI   | 18    | 5     | 10    | 04.9            | 0（1人）        | 13着 | 本田優 | 56        | 芝2000m（良） | 1:59.5 （35.6）   | -1.0      | シンボリクリスエス     |
|        | 11.24  | 中山   | ジャパンC        | GI   | 16    | 6     | 11    | 22.4            | （10人）        | 09着 | 本田優 | 55        | 芝2200m（良） | 2:13.0 （36.1）   | -0.8      | ファルブラヴ           |
|        | 12.22  | 中山   | 有馬記念         | GI   | 14    | 4     | 5     | 33.2            | （10人）        | 10着 | 本田優 | 55        | 芝2500m（稍） | 2:34.1 （36.2）   | -1.5      | シンボリクリスエス     |
| 2003.  | 04.19  | 阪神   | マイラーズC      | GII  | 13    | 7     | 10    | 03.4            | 0（2人）        | 03着 | 本田優 | 57        | 芝1600m（良） | 1:32.3 （35.2）   | -0.4      | ローエングリン         |
|        | 05.31  | 中京   | 金鯱賞           | GII  | 14    | 8     | 13    | 05.2            | 0（3人）        | 09着 | 本田優 | 57        | 芝2000m（稍） | 1:59.8 （36.2）   | -0.9      | タップダンスシチー     |
|        | 07.13  | 阪神   | マーメイドS      | GIII | 10    | 2     | 2     | 02.9            | 0（2人）        | 02着 | 本田優 | 59        | 芝2000m（重） | 2:04.3 （37.9）   | -0.6      | ローズバド             |
|        | 08.17  | 札幌   | クイーンS        | GIII | 11    | 8     | 11    | 04.5            | 0（2人）        | 03着 | 本田優 | 59        | 芝1800m（良） | 1:47.9 （33.7）   | -0.2      | オースミハルカ         |

## 繁殖成績
| 誕生年 | 馬名               | 毛色   | 父                       | 性 | 馬主              | 厩舎                                           | 戦績・用途                                                                                       |
| ------ | ------------------ | ------ | ------------------------ | -- | ----------------- | ---------------------------------------------- | ------------------------------------------------------------------------------------------------ |
| 2005年 | （死産）           |        | テイエムオペラオー       |    |                   |                                                |                                                                                                  |
| 2006年 | テイエムユメノコ   | 鹿毛   | テイエムオペラオー       | 牝 | 竹園正繼          | 栗東・新川恵 → 荒尾・平山良一 → 栗東・新川恵   | 12戦3勝（うち地方3戦3勝） （引退・繁殖牝馬）                                                     |
| 2007年 | （流産）           |        | テイエムオペラオー       |    | 竹園正繼          |                                                |                                                                                                  |
| 2008年 | テイエムモーション | 黒鹿毛 | テイエムオペラオー       | 牡 | 竹園正繼          | 栗東・新川恵                                   | 2戦0勝（引退・研究馬）                                                                           |
| 2009年 | テイエムオペラドン | 鹿毛   | テイエムオペラオー       | 牡 | 竹園正繼          | 栗東・新川恵 →栗東・濱田多實雄                 | 48戦4勝（うち障害21戦3勝） 京都ハイジャンプ2着（J・GII 2017年） （引退・乗馬（麻布大学馬術部）） |
| 2010年 | テイエムオーライト | 鹿毛   | ファンタスティックライト | 牡 | 竹園正繼          | 栗東・新川恵 →栗東・濱田多實雄                 | 11戦0勝（引退）                                                                                  |
| 2011年 | テイエムスカイオー | 鹿毛   | ディープスカイ           | 牡 | 竹園正繼          | 栗東・岩元市三                                 | 4戦0勝（引退・乗馬）                                                                             |
| 2012年 | （未登録）         | 鹿毛   | ファンタスティックライト | 牡 | 竹園正繼          |                                                |                                                                                                  |
| 2013年 | テイエムダグラス   | 鹿毛   | ディープスカイ           | 牡 | 竹園正繼          | 栗東・福島信晴                                 | 14戦1勝（引退）                                                                                  |
| 2014年 | （流産）           |        | キングズベスト           |    |                   |                                                |                                                                                                  |
| 2015年 | テイエムイチズオー | 鹿毛   | メイショウボーラー       | 牡 | 竹園正繼          | 栗東・木原一良                                 | 3戦0勝（引退・乗馬）                                                                             |
| 2016年 | カズフォークナー   | 鹿毛   | オルフェーヴル           | 牡 | 雅苑興業 →JPN技研 | 栗東・西浦勝一 →兵庫・田中一巧 →金沢・宗綱泰彦 | 16戦4勝（引退）                                                                                  |
| 2017年 | トロンビーノ       | 鹿毛   | ロードカナロア           | 牝 | 雅苑興業          | 兵庫・田中一巧 →金沢・加藤和義                 | 29戦3勝（引退）                                                                                  |
| 2018年 | （生後直死）       |        | ロードカナロア           |    |                   |                                                |                                                                                                  |
| 2019年 | オーシャンズヨリ   | 鹿毛   | ドゥラメンテ             | 牡 | 辻子依旦          | 美浦・竹内正洋                                 | 8戦1勝（引退）                                                                                   |
| 2020年 | ヨリマル           | 鹿毛   | リアルスティール         | 牡 | 辻子依旦          | 栗東・上村洋行                                 | 8戦3勝（引退）                                                                                   |

## 血統表
| テイエムオーシャンの血統                                | テイエムオーシャンの血統                  | テイエムオーシャンの血統        | （血統表の出典）                | （血統表の出典） |
| 父系                                                    | リファール系                              | リファール系                    | リファール系                    | [ § 2 ]          |
| 父 *ダンシングブレーヴ Dancing Brave 1983 鹿毛 アメリカ | 父の父Lyphard 1969 鹿毛 アメリカ          | Northern Dancer                 | Nearctic                        | Nearctic         |
| 父 *ダンシングブレーヴ Dancing Brave 1983 鹿毛 アメリカ | 父の父Lyphard 1969 鹿毛 アメリカ          | Northern Dancer                 | Natalma                         |                  |
| 父 *ダンシングブレーヴ Dancing Brave 1983 鹿毛 アメリカ | 父の父Lyphard 1969 鹿毛 アメリカ          | Goofed                          | Court Martial                   | Court Martial    |
| 父 *ダンシングブレーヴ Dancing Brave 1983 鹿毛 アメリカ | 父の父Lyphard 1969 鹿毛 アメリカ          | Goofed                          | Barra                           |                  |
| 父 *ダンシングブレーヴ Dancing Brave 1983 鹿毛 アメリカ | 父の母Navajo Princess 1974 鹿毛 アメリカ  | Drone                           | Sir Gaylord                     | Sir Gaylord      |
| 父 *ダンシングブレーヴ Dancing Brave 1983 鹿毛 アメリカ | 父の母Navajo Princess 1974 鹿毛 アメリカ  | Drone                           | Cap and Bells                   |                  |
| 父 *ダンシングブレーヴ Dancing Brave 1983 鹿毛 アメリカ | 父の母Navajo Princess 1974 鹿毛 アメリカ  | Olmec                           | Pago Pago                       | Pago Pago        |
| 父 *ダンシングブレーヴ Dancing Brave 1983 鹿毛 アメリカ | 父の母Navajo Princess 1974 鹿毛 アメリカ  | Olmec                           | Chocolate Beau                  |                  |
| 母 リヴァーガール 1991 鹿毛 北海道静内町                | 母の父*リヴリア Rivlia 1982 鹿毛 アメリカ | Riverman                        | Never Bend                      | Never Bend       |
| 母 リヴァーガール 1991 鹿毛 北海道静内町                | 母の父*リヴリア Rivlia 1982 鹿毛 アメリカ | Riverman                        | River Lady                      |                  |
| 母 リヴァーガール 1991 鹿毛 北海道静内町                | 母の父*リヴリア Rivlia 1982 鹿毛 アメリカ | Dahlia                          | Vaguely Noble                   | Vaguely Noble    |
| 母 リヴァーガール 1991 鹿毛 北海道静内町                | 母の父*リヴリア Rivlia 1982 鹿毛 アメリカ | Dahlia                          | Charming Alibi                  |                  |
| 母 リヴァーガール 1991 鹿毛 北海道静内町                | 母の母エルプス 1982 栗毛 北海道門別町     | *マグニテュード                 | Mill Reef                       | Mill Reef        |
| 母 リヴァーガール 1991 鹿毛 北海道静内町                | 母の母エルプス 1982 栗毛 北海道門別町     | *マグニテュード                 | Altesse Royale                  |                  |
| 母 リヴァーガール 1991 鹿毛 北海道静内町                | 母の母エルプス 1982 栗毛 北海道門別町     | ホクエイリボン                  | *イーグル                       | *イーグル        |
| 母 リヴァーガール 1991 鹿毛 北海道静内町                | 母の母エルプス 1982 栗毛 北海道門別町     | ホクエイリボン                  | クインエポロ F-No.12            |                  |
| 母系(F-No.)                                             | 12号族(FN:12)                             | 12号族(FN:12)                   | 12号族(FN:12)                   | [ § 3 ]          |
| 5代内の近親交配                                         | Court Martial4×5、Never Bend4×5           | Court Martial4×5、Never Bend4×5 | Court Martial4×5、Never Bend4×5 | [ § 4 ]          |
| 出典                                                    | 1. 2. 3. 4.                               | 1. 2. 3. 4.                     | 1. 2. 3. 4.                     | 1. 2. 3. 4.      |